# Гогландська битва
Гогландська битва — морська битва, яка відбулася 17 липня 1788 року під час російсько-шведської війни (1788—1790).

## Напередодні
Після початку війни з Росією в 1788 році Швеція планувала захопити столицю Росії Санкт-Петербург. Одна шведська армія мала наступати через Фінляндію; друга армія в супроводі шведської берегової флотилії мала наступати вздовж узбережжя Фінляндії до Фінської затоки; тоді як третя армія відпливла зі шведським бойовим флотом, щоб висадитися в Оранієнбаумі та наступати на Санкт-Петербург. Щоб досягти успіху, потрібно було знищити або заблокувати російський Балтійський флот в його портах Ревель (нині Таллінн) і Кронштадт.
Частина шведського бойового флоту, 12 лінійних кораблів і 5 фрегатів під командуванням принца Карла, герцога Седерманландського, відпливли з Карлскруни 9 червня 1788 року. Ще до початку війни флот перехопив невелику російську ескадру з 3 лінійних кораблів і 4 фрегатів, що прямувала до Данії, і зажадав від них салютувати його прапору, що прямо суперечило договорам 1743 року.
7 липня шведський флот попрямував до Гельсінгфорса, щоб чекати підкріплення. Не дійшовши до місця призначення, шведи перехопили і миттєво захопили два російські фрегати, які не підозрювали про початок війни і були захоплені зненацька. У Гельсінгфорсі до складу флоту приєдналися три лінійних кораблі, а також один фрегат і 2 легких фрегати. 14 липня шведський флот колоною з 20 кораблів, з яких 15 лінійних і 5 фрегатів, разом із 6 легшими фрегатами відплив углиб Фінської затоки.
Росіяни добре знали про рух шведів у Балтійському морі, але все ще мали надію, що ситуація не переросте у війну. Вже 4 липня 1788 року адмірал Самуель Грейг вивів свій флот з 12 лінійних кораблів, 5 фрегатів і 3 катерів з Кронштадта. 7 липня його кораблям було наказано вступити в бойовий стан і перехопити шведський флот, і після отримання підкріплення 9 липня флот вирушив у напрямку західної частини Фінської затоки. Після посилення російський флот складався з 17 лінійних кораблів, 7 фрегатів і 7 малих кораблів. Спокійний вітер змусив російський флот дрейфувати біля острова Великий Тютерс, і адмірал Грейг використав це затишшя для навчання свого нашвидкуруч зібраного флоту.

## Перебіг битви
Спокійний вітер уповільнив просування флотів, і тільки вранці 17 липня протиборчі флоти змогли зустрітися. Шведський флот вишикувався в лінію і намагався зблизитися, прямуючи на північний схід. Після підготовки кораблів до бою шведська бойова лінія змінила свій напрямок і попрямувала на південь, щоб уникнути небезпечних прибережних вод. Російський флот відповів тим же, але поворот змінив заплановану лінію бою та спричинив деякий безлад у авангарді, що змусило чотири кораблі залишити інші. Перші постріли були зроблені шведським кораблем «Hedvig Elisabeth Charlotta» о 17:00 17 липня.
Згодом і без того дуже м'який вітер ставав дедалі слабшим. Коли вітер стих, кораблям стало неможливо утримувати свої позиції лише за допомогою вітрил; морські течії змусили обидві сторони використовувати баркаси для пересування та керування своїми кораблями. Шведи також зосередили вогонь на щоглах і снастях російських кораблів, щоб ще більше перешкодити їм.
Шведський флагманський корабель «Gustaf III» привернув увагу російського флагманського корабля «Ротислав», а також двох інших російських кораблів, які зосередили вогонь на шведському флагманському кораблі. Пошкодження оснащення «Gustaf III» зробило його вразливим до течій, і судно почало повертати, майже оголивши свій вразливий тил для росіян. Росіяни спробували скористатися цим, відбуксирувавши два своїх кораблі на позиції, де вони могли обстріляти шведський флагман. Тим часом російський 74-гарматний корабель «Владислав» після жорстокої атаки з близької дистанції вдарив по шведським кораблям «Prins Gustaf Adolf» і «Sofia Magdalena». «Владислав» дрейфував у шведську лінію після того, як втратив такелаж і баркаси.
До 20:00 вечора шведський лінійний корабель «Prins Gustaf» під командуванням віце-адмірала Густава Вахтмайстера, який нарешті змусив свого супротивника, російський лінійний корабель «Святая Єлена», відійти від бойової лінії, вступив у бій з іншим росіянином лінійний корабель «Всеслав». Спокійний вітер не розвіяв густі клуби порохового диму, які приховували «Prins Gustaf» від інших шведських кораблів, які на той час розвернулися, залишивши шведський корабель наодинці з кількома російськими кораблями. «Prins Gustaf» був розбитий чотирма російськими лінійними кораблями. Безлад у шведській лінії після повороту та видимі спроби відбуксирувати флагман подалі від бойової лінії змусили росіян повірити, що вони виграли битву. Стрілянина нарешті припинилася після капітуляції «Prins Gustaf» о 22:00 17 липня 1788 року.
Шведський флаг-капітан Норденшельд планував відновити бойові дії на світанку, але звіти про серйозні пошкодження кораблів, а також брак боєприпасів завадили цьому, і тому шведському флоту було наказано відплисти до Свеаборга. Шведський флот вийшов з бою краще, оскільки на відміну від російського флоту він зміг відпливти від бою самостійно. Дев'ять лінійних кораблів зазнали лише незначних ушкоджень, причому третина кораблів флоту зазнала важких, але в основному ремонтних пошкоджень корпусу, такелажу та щогл.
Російський флот не зміг переслідувати шведів і був змушений стати на якір у місці бою. Кілька кораблів були зруйновані і трималися на плаву лише завдяки насосам. Вісім російських лінійних кораблів були серйозно пошкоджені, і чотири з них більше не могли йти, їх довелося відбуксирувати. 19 липня після критичного ремонту російський флот повільно повернувся в бік Кронштадта. На зворотному рейсі флот зіткнувся з важкою погодою біля острова Сескар, що спричинило ще більше пошкоджень деяким кораблям.

## Учасники битви

### Швеція
- 4 × 70-гарматних судна — Konung Gustaf III, Prins Gustaf, Sophia Magdalena, Enigheten.
- 11 × 60-62-гарматних суден — Hedvig Elisabeth Charlotta, Ömheten, Rättvisan, Dygden, Wasa, Fäderneslandet, Äran, Försiktigheten, Prins Carl, Prins Fredrik Adolf, Kronprins Gustaf Adolf
- 7 × фрегатів– Thetis 40, Minerva 40, Froja 40, Camilla 40, Gripen 40, Jarramas 34, Jarislawitz 32.

### Росія
- 1 × 100-гарматний декер — Ростислав
- 8 × 74-гарматних суден — Кир Іоанн, Ярослав, Владислав, Святий Петро, Мстислав, Святая Єлена, Всеслав, Іоанн Богослав.
- 8 × 66-гарматних суден — Пам'ять Евстафія, Віктор, Ізяслав, Родислав, Мечеслав, Вишеслав, Болеслав, Дерис.
- 7 × фрегатів — Брячислав 38, Мстиславець 42, Слава 32, Возмислав 32, Подражислав 32, Премислав 32, Надєжда Благополучія 32.

## Наслідки
Обидві сторони захопили по одному кораблю. Шведи показали себе трохи краще в артилерійській дуелі, залишивши чотири російські кораблі пошкодженими у воді, але не змогли використати свій успіх. Росіяни зазнали більших втрат, втративши 319—580 чоловік убитими порівняно з 200—300 шведами, але битва була стратегічною перемогою для росіян, оскільки Грейг зробив достатньо, щоб запобігти висадці шведів на берег.
Однією з причин, чому бій закінчився, незважаючи на те, що шведський бойовий флот мав перевагу, було те, що у шведського флоту швидко закінчувалися боєприпаси, особливо для його важких гармат, і він був змушений відійти. Шведський бойовий флот відійшов до Свеаборга для ремонту та поповнення запасів. Однак після прибуття було помічено, що підготовлені запаси на шведській передовій базі були підготовлені виключно з урахуванням прибережного або архіпелагового флоту. Результатом цього стало те, що шведський бойовий флот приплив до Свеаборга, щоб там опинитися на мілині, оскільки кораблі не можна було переозброїти чи відремонтувати. Ситуація загострилася, коли невелика російська ескадра під командуванням Джеймса Тревенена заблокувала Ханго, перерізавши прибережний морський шлях і створивши значні проблеми для шведських поставок матеріальних засобів зі Швеції.
Адмірал Грейг прискорив ремонт російського флоту і для цього побудував передову базу на острові Сескар. Вже 5 серпня російський флот рушив у бік Свеаборга. Вранці 6 серпня він зіткнувся зі шведською ескадрою, якій було доручено дослідити стан російського флоту за межами Свеаборга. Шведські кораблі безладно втекли в безпечну зону фортеці, але лінійний корабель «Prins Gustaf Adolf» на повній швидкості і на повних вітрилах врізався в невідомий раніше риф. Потім корабель сіл на скелю і почалося сильне затоплення. Вода швидко залила порохові склади корабля, змусивши його загорітися. Росіяни взяли екіпаж у полон, але не змогли відновити корабель і замість цього підпалили його.
Полонені, яких шведи захопили з « Владислава», хворіли на рецидивну лихоманку, яка тепер широко поширилася серед шведських екіпажів у Свеаборзі, ще більше перешкоджаючи будь-яким шансам підготувати флот або до плавання, або до бою. Російський флот під командуванням адмірала Грейга мав повний контроль над Балтійським морем і з новими кораблями міг розгорнути загалом 18 лінійних кораблів. Контроль над Ревелем дозволив росіянам легко підтримувати блокаду.